# Fångsjön
Fångsjön är en sjö cirka 6 km sydost om Strömsund i Strömsunds kommun i Jämtland och ingår i Ångermanälvens huvudavrinningsområde. Sjön är 20 meter djup, har en yta på 7,52 kvadratkilometer och befinner sig 280 meter över havet. Sjön avvattnas av vattendraget Faxälven.
Fångsjön är känd för sina hällmålningar, och det finns även stenåldersboplatser och fångstgropar i anslutning till sjön. Fångsjön med sina många fornlämningar är ett riksintresse för kulturmiljövården och skyddas därför enligt Miljöbalken.

## Delavrinningsområde
Fångsjön ingår i delavrinningsområde (707937-149508) som SMHI kallar för Utloppet av Fångsjön. Medelhöjden är 297 meter över havet och ytan är 28,3 kvadratkilometer. Räknas de 749 avrinningsområdena uppströms in blir den ackumulerade arean 6 497,79 kvadratkilometer. Faxälven som avvattnar avrinningsområdet har biflödesordning 2, vilket innebär att vattnet flödar genom totalt 2 vattendrag innan det når havet efter 176 kilometer. Avrinningsområdet består mestadels av skog (57 procent). Avrinningsområdet har 7,49 kvadratkilometer vattenytor vilket ger det en sjöprocent på 26,4 procent.

## Hällmålningarna
Huvudartikel: Hällmålningarna vid Fångsjön
På en brant klippvägg på nordöstra stranden av Fångsjön, vid foten av Fångsjöberget, finns en hällmålningslokal med tre figurgrupper innehållande bland annat ett tjugotal älgfigurer och två människofigurer. Flera av motiven är endast fragmentariska, och många är skadade genom vittring. Ett stort fångstgropssystem ligger endast några hundra meter ifrån hällmålningslokalen. Hällmålningarna upptäcktes så sent som 1950. Hällmålningar är svåra att tidsbestämma, men sannolikt utfördes de av ett jägarfolk under yngre stenåldern omkring 2500–2000 före Kristus. Motiven är vända ut mot sjön och kan bäst studeras ifrån isen eller den brygga som leder fram till målningarna.

## Galleri

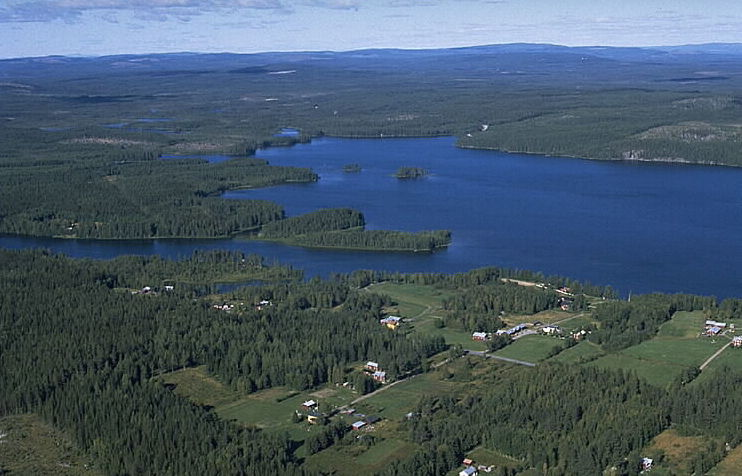
Fångsjön från Vågdalen september 1996.